# Storholmen (Vaxholm)
Storholmen ist eine kleine, zu Schweden gehörende Insel im Stockholmer Schärengarten.
Die mit mehreren Gebäuden bebaute Insel gehört zur Gemeinde Vaxholm. Sie ist Teil der aus drei Inseln bestehenden Inselgruppe Gröna Jägarna. Etwas weiter westlich liegt die Insel Kattholmen, östlich Tumlaren. Südlich und nördlich Storholmens verläuft die Schiffspassage von der Ostsee nach Stockholm. Storholmen ist, abgesehen von der Westspitze, bewaldet und erstreckt sich von Westen nach Osten über etwa 130 Meter, bei einer Breite von bis zu 50 Metern. Sie ist damit die größte Insel der Inselgruppe. An der Ostseite befindet sich ein Anlegesteg.